# لپاکی ویلکیه
لپاکی ویلکیه (به لاتین: Lepaki Wielkie) یک روستا در لهستان است که در گمینا اوک واقع شده‌است.